# Trionychia
De Trionychia zijn een superfamilie van schildpadden die de soorten omvat die gewoonlijk worden aangeduid als weekschildpadden, evenals enkele andere. De groep omvat de twee families Carettochelyidae, die slechts één levende soort heeft, de Nieuw-Guinese tweeklauwschildpad (Carettochelys insculpta) afkomstig uit Nieuw-Guinea en Noord-Australië, en Trionychidae, de weekschildpadden, die talrijke soorten bevatten die inheems zijn in Azië, Noord-Amerika en Afrika. De oudst bekende stam-trionychiër is Sinaspideretes uit het Laat-Jura van China.

## Systematiek
Behalve degenen die niet aan een familie zijn toegewezen, worden hier alleen levende geslachten vermeld.
- Familie Carettochelyidae
  - Onderfamilie Carettochelyinae
    - Carettochelys
- Pan-Trionychidae
  - Familie Plastomenidae (fossiel)
  - Familie Trionychidae
    - Onderfamilie Cyclanorbinae
      - Cyclanorbis
      - Cycloderma
      - Lissemys

    - Onderfamilie Trionychinae
      - Amyda
      - Apalone
      - Chitra
      - Dogania
      - Nilssonia
      - Palea
      - Pelochelys
      - Pelodiscus
      - Rafetus
      - Trionyx